# Eumannia luminusaria
Eumannia luminusaria là một loài bướm đêm trong họ Geometridae.